# Luca Chikovani
Luca Chikovani (Tiflis, 12 de abril de 1994) es un actor y cantante italiano de ascendencia georgiana. 

## Carrera
Chikovani creció en Tiflis. Cuando su madre dejó Georgia, Luka la acompañó hasta Roma en 2012. Allí comenzó a subir a la plataforma YouTube versiones de canciones conocidas de Justin Bieber, One Direction o Shawn Mendes. También se puso en contacto con sus fanes a través de videoblogs. Más tarde conoció al productor Roberto Sterpetti, con el que firmó un contrato para su estudio de grabación Memphis Recording. En 2013 apareció el single Christmas Song; en 2014 la canción Tempo al tempo, con un vídeo musical asociado. En 2016, junto a Michele Bravi y su I Hate Music Tour Chikovani abrió una serie de conciertos por toda Italia. Ese mismo año firmó con Universal Music Group su primer álbum, Start, lanzado en julio de 2016. Contiene versiones de Justin Bieber, Conor Maynard y Bahía James, así como algunas canciones originales de Chikovani. New Generation Kids fue el primer sencillo que salió del álbum. 
En la película Lazzaro feliz (2018), de Alice Rohrwacher, interpreta el papel de Tancredi.

## Discografía
Álbumes
- 2016: Start, Universal Music.[1]

Singles
- Christmas Song (2013)
- Tempo al tempo (2014)
- New Generation Kids (2016)
- On My Own (2016)